# Else Feldmann
Else Feldmann (Vienna, 25 febbraio 1884 – campo di sterminio di Sobibór, 17 giugno 1942) è stata una giornalista, scrittrice, drammaturga, poetessa e vittima dell'Olocausto austriaca.

## Biografia
Nata in una famiglia ebrea di umili origini, crebbe a Leopoldstadt assieme ai genitori e ai suoi sei fratelli. Frequentò il college, ma dopo che suo padre perse il lavoro fu costretta ad interrompere gli studi per lavorare in fabbrica ed aiutare economicamente la famiglia. Nel 1908 cominciò a collaborare con il quotidiano socialista Arbeiter-Zeitung e contribuì a co-fondare un gruppo di intellettuali socialisti, il Vereinigung sozialistischer Schriftsteller, del quale facevano parte anche il poeta ebreo socialista Josef Luitpold Stern, lo scrittore, poeta, saggista e cantautore comunista Fritz Brügel, il paroliere e poeta ebreo anarchico Theodor Kramer e lo scrittore Rudolf Brunngraber, autore di libri di fantascienza.
Feldmann fu in grado di trasformare le storie dei suoi articoli in romanzi veri e propri, con lo scopo di raggiungere un pubblico più ampio e diffondere il suo messaggio socialista. Nel 1923 iniziò a lavorare a tempo pieno per l'Arbeiter-Zeitung  fino a quando il giornale, insieme ad altre attività di stampo socialista e comunista, fu proibito dal Fronte Patriottico nel 1934. Il 14 giugno 1942, Feldmann fu arrestata dalla Gestapo e deportata al campo di sterminio di Sobibór, dove fu presumibilmente assassinata nelle camere a gas.

## Opere
- Lowenzahn: Eine Kindheit
- Liebe ohne Hoffnung
- Der Leib der Mutter
- Martha und Antonia